# جبل الفيل
جبل الفيل هو عبارة عن صخرة ضخمة يبلغ ارتفاعها عن الأرض 52 متر وتتميز بشكلها الفريد الذي يشبه الفيل ومنه اكتسب هذا المسمى وتحيط بالصخرة مجموعة من الجبال ذات الألوان الفاتحة ويقع في منطقة متسعة تكسوها الرمال الذهبية على بعد 7 كم إلى جهة الشرق من محافظة العلا التابعة لمنطقة المدينة المنورة.
وهو مُسجل عالمياً ضمن عجائب الجيولوجيا، وهو يسكن في قلب الرمال الصحراوية الذهبية في العُلا ويجسد الجبل الشهير شكل خرطوم وجسد الفيل، ونُحت بفعل قوة الطبيعة على مدار ملايين السنين من عوامل الحتّ والتعرية بالرياح والماء.